# Promieniowanie niejonizujące

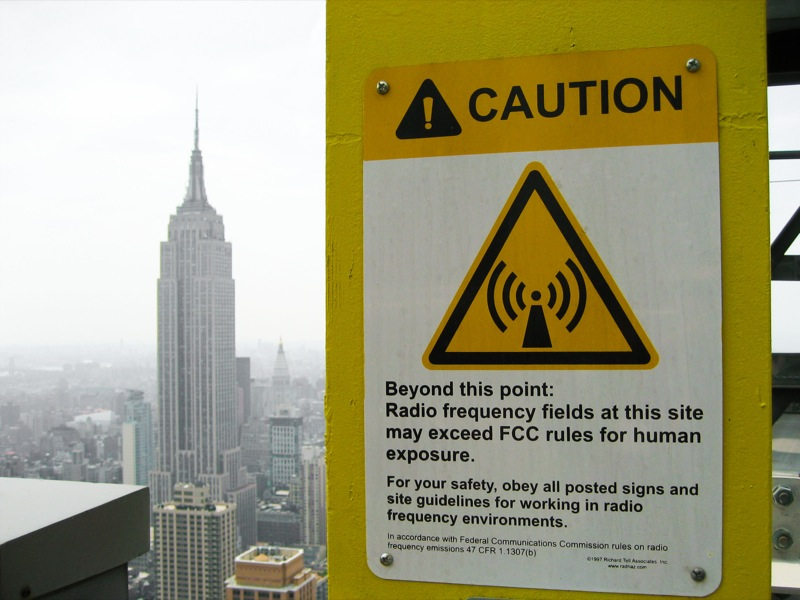
Nowy Jork

Symbol promieniowania niejonizującego

Promieniowanie niejonizujące – rodzaj promieniowania elektromagnetycznego (fali elektromagnetycznej), które nie wywołuje jonizacji (tzn. energia promieniowania jest zbyt mała do emisji elektronu z atomu lub cząsteczki) ośrodka, przez który przechodzi. Podział ten związany jest także z rodzajami oddziaływań na zdrowie ludzi i zwierząt w obszarze występowania tego rodzaju promieniowania.

## Zakres promieniowania

Widmo elektromagnetyczne według długości fali i jej wykorzystania

Granica pomiędzy promieniowaniem jonizującym a niejonizującym przyjęta została na granicy widma światła widzialnego i ultrafioletu (zakres UV-A, długość fali 320-380 nanometrów). Czyli fala elektromagnetyczna o częstotliwości mniejszej od 8x1014 Hz, to promieniowanie niejonizujące, a o częstotliwości większej, to promieniowanie jonizujące.

## Źródła promieniowania
Źródła promieniowania niejonizującego z uwagi na ich rodzaje dzieli się na naturalne i sztuczne źródła pól elektromagnetycznych.

## Źródła naturalne
Najważniejszymi naturalnymi źródłami fal elektromagnetycznych są takie zjawiska jak:
- promieniowanie termiczne ciał na Ziemi,
- promieniowanie słoneczne,
- naturalne zmiany pola magnetycznego np. ziemskiego pola magnetycznego,
- naturalne zmiany pola elektrycznego np. wyładowania atmosferyczne,
- fale radiowe pochodzenia pozaziemskiego, nie pochłonięte przez atmosferę.

## Źródła sztuczne
Podstawowe sztuczne źródła promieniowania elektromagnetycznego niejonizującego to:
- elektroenergetyczne linie napowietrzne wysokiego napięcia,
- stacje radiowe i telewizyjne,
- łączność radiowa, w tym CB radio, radiotelefony i telefonia komórkowa,
- stacje radiolokacyjne i radionawigacyjne,
- stacje transformatorowe,
- sprzęt gospodarstwa domowego i powszechnego użytku oraz instalacje elektryczne.

## Przepisy
W Polsce obowiązuje, dość rygorystyczne w stosunku do innych krajów, Rozporządzenie Ministra Zdrowia z dnia 17 grudnia 2019 r. w sprawie dopuszczalnych poziomów pól elektromagnetycznych w środowisku, które wyróżnia wartości graniczne dla terenów przeznaczonych pod zabudowę mieszkaniową oraz dla pozostałych miejsc dostępnych dla ludności. Są one zależne od częstotliwości i rodzaju pracy źródeł.